# Jules Laforgue
Jules Laforgue (n. 16 august 1860, Montevideo, Departamentul Montevideo, Uruguay – d. 20 august 1887, Paris, Franța) a fost un poet, reprezentant al simbolismului.
A scris o lirică reflexivă, cu accente patetice și pesimiste, scrisă în vers liber, asociind sentimentul efemerului cu ironia dureroasă sau cu intonații de cântec popular, litanie ori lied de imprevizibile și rafinate efecte eufonice.

## Scrieri
- 1885: Tânguiri ("Les complaintes")
- 1886: Imitația Madonei Luna ("L’Imitation de Notre-Dame de la Lune")
- 1886: Soborul feeric ("Le Concile féerique")
- 1887: Moralități legendare ("Les Moralités légendaires ").